# Vanderhall Carmel
Vanderhall Carmel – trójkołowy samochód sportowy klasy miejskiej produkowany pod amerykańską marką Vanderhall od 2019 roku.

## Historia i opis modelu

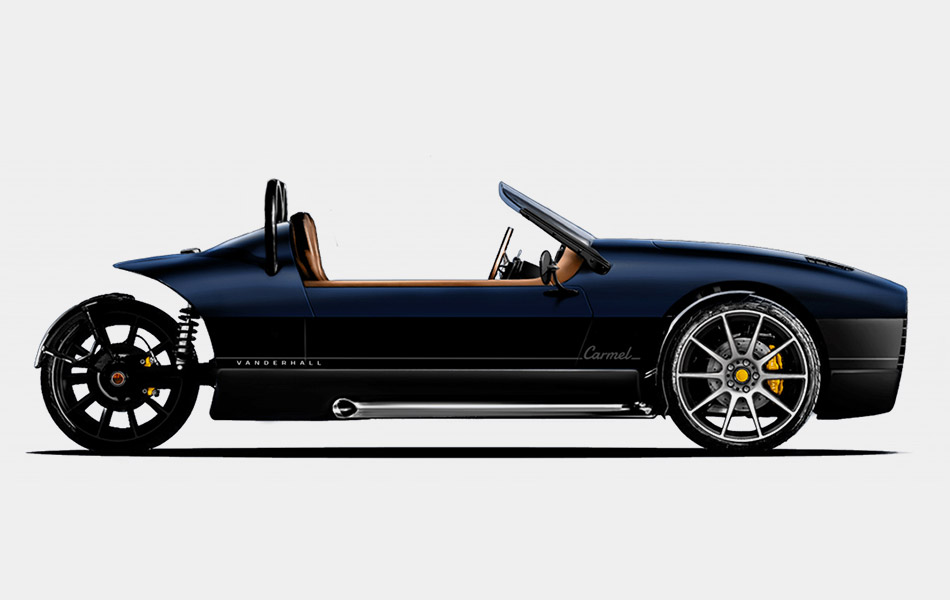
Vanderhall Carmel - sylwetka

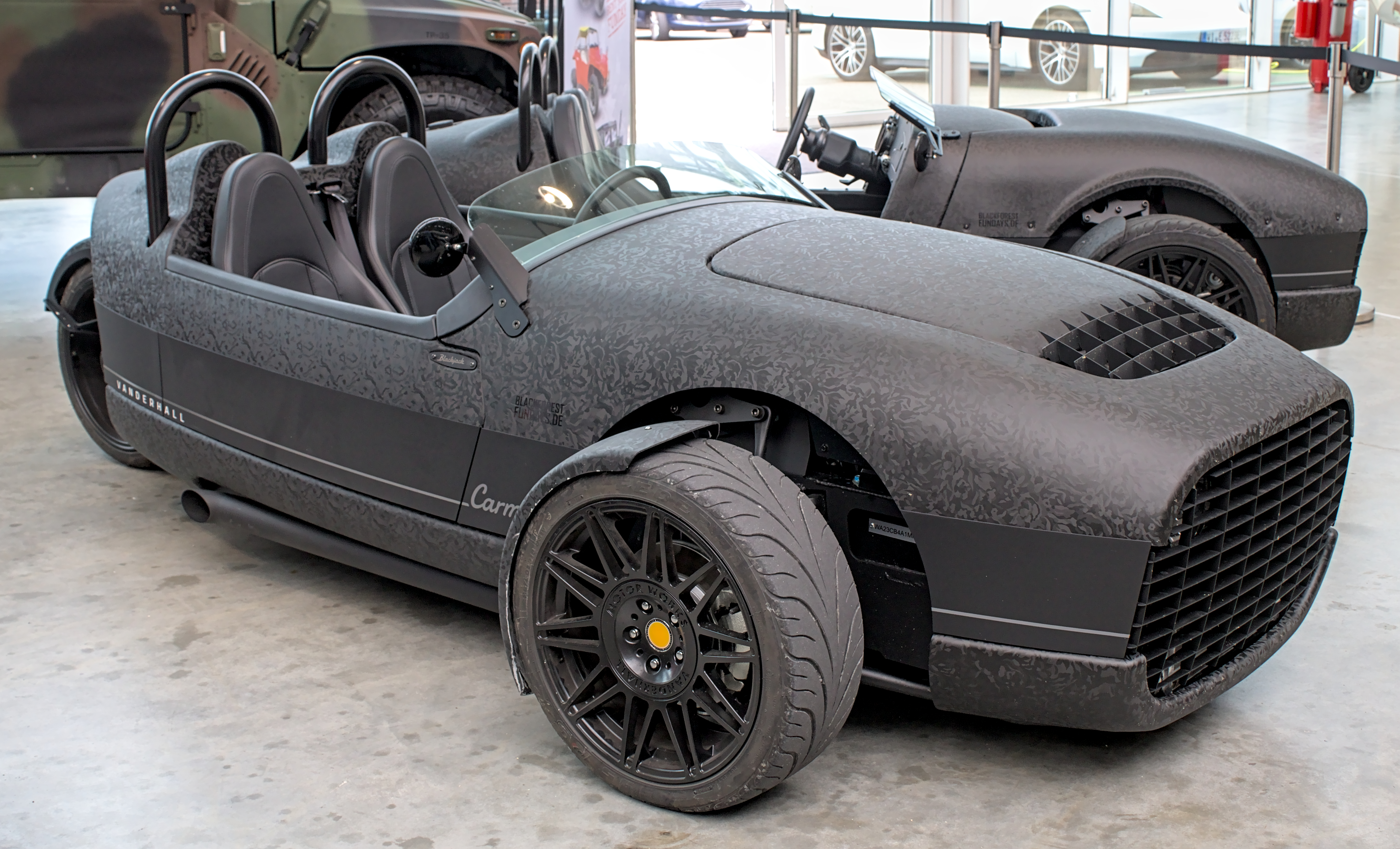
Vanderhall Carmel Black

W październiku 2018 roku amerykańskie przedsiębiorstwo Vanderhall przedstawiło kolejne rozwinięcie swojej koncepcji lekkiego, trójkołowego samochodu sportowego Carmel nazwanego na cześć kalifornijskiego miasteczka Carmel-by-the-Sea. Podobnie jak inne modele w ofercie, Vanderhall Carmel zyskał dwumiejscowe nadwozie, które po raz pierwszy zdecydowano się wzbogacić jednak o obustronne drzwi. Dla poprawy komfortu podróżowania dla obu pasażerów nadwozie stało się szersze i obszerniejsze, wyróżniając się luksusowym wykończeniem.
Typowe dla modeli Vanderhalla detale jak okrągłe reflektory schowane za dominującą pas przedni atrapą chłodnicy, niewielką szybę czołową i pałąki ochronne za zagłówkami wzbogacono także o boczne lusterka. Podobnie jak model Venice, nadwozie oparto o lekką, aluminiową ramę.
Za napęd obrano czterocylindrowy, 1,5-litrowy silnik benzynowy o mocy 196 KM, który podobnie jak inne modele amerykańskiej firmy został zapożyczony od koncernu General Motors. Rozkład dystrybucji mocy określony został jako 75/25 względem osi przedniej do tylnego, pojedynczego koła.

### Sprzedaż
Produkcja i sprzedaż Vanderhalla Carmel rozpoczęła się w 2019 roku, z ceną za podstawowy egzemplarz wynoszącą 39 950 dolarów. Od jesieni 2019 roku samochód oferowany jest również w Niemczech, gdzie jego cena wynosi 32 000 euro.

### Silnik
- R4 1.5l SGE Turbo 196 KM